# Nuoto ai campionati europei di nuoto 2020 - 200 metri rana maschili
La gara dei 200 metri rana maschili dei campionati europei di nuoto 2020 si è svolta il 19 e 20 maggio 2021 presso la Duna Aréna di Budapest, in Ungheria.

## Podio
| Pos.    | Atleta        | Nazione     |
| ------- | ------------- | ----------- |
| Oro     | Anton Čupkov  | Russia      |
| Argento | Arno Kamminga | Paesi Bassi |
| Bronzo  | Erik Persson  | Svezia      |

## Record
Prima della manifestazione il record del mondo (RM), il record europeo (EU) e il record dei campionati (RC) erano i seguenti.
|                | 2'06"12 | Anton Čupkov | 2 luglio 2019 Gwangju |
| Record europeo | 2'06"12 | Anton Čupkov | 2 luglio 2019 Gwangju |
|                | 2'06"80 | Anton Čupkov | 6 agosto 2018 Glasgow |

## Risultati

### Batterie
Le batterie si sono svolte il 19 maggio 2021, alle ore 11:07 (UTC+1).
| Pos. | Batteria | Corsia | Atleta                      | Nazionalità   | Tempo   | Note |
| ---- | -------- | ------ | --------------------------- | ------------- | ------- | ---- |
| 1    | 4        | 4      | Arno Kamminga               | Paesi Bassi   | 2'07"39 | Q    |
| 2    | 4        | 3      | Matti Mattsson              | Finlandia     | 2'08"43 | Q    |
| 3    | 4        | 5      | Kirill Prigoda              | Russia        | 2'09"21 | Q    |
| 4    | 5        | 4      | Anton Čupkov                | Russia        | 2'09"44 | Q    |
| 5    | 3        | 5      | Ross Murdoch                | Gran Bretagna | 2'09"60 | Q    |
| 6    | 5        | 7      | Andrius Šidlauskas          | Lituania      | 2'09"74 | Q    |
| 7    | 5        | 3      | Erik Persson                | Svezia        | 2'09"77 | Q    |
| 8    | 3        | 4      | James Wilby                 | Gran Bretagna | 2'09"96 | Q    |
| 9    | 3        | 2      | Aleksandr Zhigalov          | Russia        | 2'10"07 |      |
| 10   | 4        | 7      | Lyubomir Epitropov          | Bulgaria      | 2'10"12 | Q    |
| 11   | 5        | 5      | Marco Koch                  | Germania      | 2'10"40 | Q    |
| 12   | 5        | 1      | Giedrius Titenis            | Lituania      | 2'11"13 | Q    |
| 13   | 3        | 3      | Caspar Corbeau              | Paesi Bassi   | 2'11"19 | Q    |
| 14   | 5        | 2      | Christopher Rothbauer       | Austria       | 2'11"78 | Q    |
| 15   | 3        | 0      | Valentin Bayer              | Austria       | 2'11"99 | Q    |
| 16   | 2        | 6      | Adam Paulsson               | Svezia        | 2'12"02 | Q    |
| 17   | 5        | 6      | Edoardo Giorgetti           | Italia        | 2'12"23 | Q    |
| 18   | 4        | 6      | Berkay Ömer Öğretir         | Turchia       | 2'12"32 |      |
| 18   | 2        | 2      | Matěj Zábojník              | Rep. Ceca     | 2'12"32 |      |
| 20   | 4        | 1      | Il'ja Šymanovič             | Bielorussia   | 2'12"68 |      |
| 21   | 3        | 6      | Max Pilger                  | Germania      | 2'12"71 |      |
| 22   | 3        | 7      | Martin Allikvee             | Estonia       | 2'12"80 |      |
| 23   | 3        | 1      | Andrea Castello             | Italia        | 2'12"82 |      |
| 23   | 5        | 8      | Antoine Viquerat            | Francia       | 2'12"82 |      |
| 25   | 2        | 4      | Filip Chrápavý              | Rep. Ceca     | 2'13"22 |      |
| 26   | 2        | 1      | Tomáš Klobučník             | Slovacchia    | 2'13"29 |      |
| 27   | 3        | 8      | Demirkan Demir              | Turchia       | 2'13"35 |      |
| 28   | 4        | 8      | Léon Marchand               | Francia       | 2'13"40 |      |
| 29   | 4        | 9      | Danil Semyaninov            | Russia        | 2'13"90 |      |
| 30   | 2        | 5      | Savvas Thomoglou            | Grecia        | 2'14"19 |      |
| 31   | 1        | 3      | Francisco Quintas           | Portogallo    | 2'14"26 |      |
| 32   | 5        | 0      | Máté Kutasi                 | Ungheria      | 2'14"52 |      |
| 33   | 2        | 3      | Jolann Bovey                | Svizzera      | 2'14"56 |      |
| 34   | 4        | 0      | Dávid Horváth               | Ungheria      | 2'14"67 |      |
| 35   | 2        | 9      | Christoffer Tofte Haarsaker | Norvegia      | 2'14"93 |      |
| 36   | 5        | 9      | Yannick Käser               | Svizzera      | 2'15"13 |      |
| 37   | 1        | 4      | Daniils Bobrovs             | Lettonia      | 2'15"20 |      |
| 38   | 1        | 6      | Aleksas Savickas            | Lituania      | 2'15"35 |      |
| 39   | 2        | 8      | Dominik Márk Török          | Ungheria      | 2'15"95 |      |
| 40   | 3        | 9      | Joan Ballester              | Spagna        | 2'16"14 |      |
| 41   | 2        | 0      | Luka Mladenovic             | Austria       | 2'16"87 |      |
| 42   | 1        | 5      | Volodymyr Lisovets          | Ucraina       | 2'18"77 |      |
| 43   | 2        | 7      | Rostyslav Kryzhanivskyy     | Ucraina       | 2'20"03 |      |
| 44   | 1        | 2      | Joonas Niine                | Estonia       | 2'20"94 |      |
| 45   | 1        | 1      | Giacomo Casadei             | San Marino    | 2'24"28 |      |
| 46   | 1        | 7      | André Klippenberg Grindheim | Norvegia      | 2'26"74 |      |
| 47   | 1        | 8      | Even Qarri                  | Albania       | 2'35"06 |      |
|      | 4        | 2      | Darragh Greene              | Irlanda       | dns     |      |

### Semifinali
Le semifinali si sono svolte il 19 maggio 2021, alle ore 18:54 (UTC+1).
| Pos. | Batteria | Corsia | Atleta                | Nazionalità   | Tempo   | Note |
| ---- | -------- | ------ | --------------------- | ------------- | ------- | ---- |
| 1    | 2        | 6      | Erik Persson          | Svezia        | 2'07"85 | Q    |
| 2    | 1        | 5      | Anton Čupkov          | Russia        | 2'07"94 | Q    |
| 3    | 1        | 4      | Matti Mattsson        | Finlandia     | 2'08"26 | Q    |
| 4    | 2        | 4      | Arno Kamminga         | Paesi Bassi   | 2'08"31 | Q    |
| 5    | 2        | 3      | Ross Murdoch          | Gran Bretagna | 2'08"83 | q    |
| 6    | 2        | 5      | Kirill Prigoda        | Russia        | 2'08"84 | q    |
| 7    | 1        | 6      | James Wilby           | Gran Bretagna | 2'09"90 | q    |
| 8    | 1        | 7      | Caspar Corbeau        | Paesi Bassi   | 2'09"97 | q    |
| 9    | 1        | 2      | Marco Koch            | Germania      | 2'10"03 |      |
| 10   | 1        | 3      | Andrius Šidlauskas    | Lituania      | 2'10"08 |      |
| 11   | 1        | 8      | Edoardo Giorgetti     | Italia        | 2'10"50 |      |
| 12   | 2        | 7      | Giedrius Titenis      | Lituania      | 2'10"91 |      |
| 13   | 2        | 2      | Lyubomir Epitropov    | Bulgaria      | 2'11"19 |      |
| 14   | 1        | 1      | Valentin Bayer        | Austria       | 2'11"57 |      |
| 15   | 2        | 8      | Adam Paulsson         | Svezia        | 2'12"00 |      |
| 16   | 2        | 1      | Christopher Rothbauer | Austria       | 2'12"97 |      |

### Finale
La finale si è svolta il 20 maggio 2021, alle ore 19:09 (UTC+1).
| Pos.    | Corsia | Atleta         | Nazionalità   | Tempo   | Note |
| ------- | ------ | -------------- | ------------- | ------- | ---- |
| Oro     | 5      | Anton Čupkov   | Russia        | 2'06"99 |      |
| Argento | 6      | Arno Kamminga  | Paesi Bassi   | 2'07"35 |      |
| Bronzo  | 4      | Erik Persson   | Svezia        | 2'07"66 |      |
| 4       | 3      | Matti Mattsson | Finlandia     | 2'08"48 |      |
| 5       | 2      | Ross Murdoch   | Gran Bretagna | 2'08"58 |      |
| 6       | 7      | Kirill Prigoda | Russia        | 2'09"23 |      |
| 7       | 8      | Caspar Corbeau | Paesi Bassi   | 2'09"73 |      |
| 8       | 1      | James Wilby    | Gran Bretagna | 2'10"34 |      |